# 苻洪
苻洪（285年—350年），字廣世，略陽臨渭氐人，是前秦政權奠基者。苻洪原名蒲洪，後以讖文有「艸付應王」，遂改苻姓。氐族部落小帥蒲怀归之子，亦是前秦開國君主苻健之父。苻洪先後歸附前趙和後趙兩個政權，後在後趙內大亂時試圖謀取中原。最終雖然遭毒殺，但他所累積的力量令其子苻健在關中成功建立前秦。

## 生平
蒲洪原是氐族酋長，因為驍勇而多謀略而得氐人畏服，永嘉四年（310年）時曾獲前趙（當時國號為「漢」）皇帝劉聰任命為平遠將軍，但蒲洪不受，反自稱護氐權尉、秦州刺史、「略陽公」。後因在永嘉之亂時大散錢財以向英傑之士訪尋轉危為安的方法，於是被宗人蒲光及蒲突推舉為盟主。太興二年（319年），前趙皇帝劉曜遷都長安，蒲光等逼蒲洪附前趙，於是獲授為率義侯。咸和三年（328年），劉曜在與石勒的決戰中被俘，蒲洪於是西保隴山自守。次年，前趙退保上邽的殘餘力量遭後趙將領消滅，蒲洪於是向石虎歸降。石虎於是以蒲洪為冠軍將軍，監六夷軍事，委以西方之事。
咸和八年（333年），後趙鎮守關中的河東王石生聯同鎮洛陽的石朗反抗丞相石虎，蒲洪於是自稱雍州刺史，歸附前涼。同年石生及石朗敗死，石虎命麻秋討伐蒲洪，蒲洪於是率二萬戶向石虎歸降。石虎則以蒲洪為光烈將軍、護氐校尉。蒲洪到長安後游說石虎遷關中豪傑及氐、羌人到東方，充實京師襄國。石虎於是遷秦、雍二州人民及氐、羌族人到關東，並以蒲洪為龍驤將軍、流民都督，命其居於枋頭。
蒲洪後多有征戰，累有戰功，於咸康四年（338年）被石虎拜為使持節、都督六夷諸軍事、冠軍大將軍，西平郡公。當時石虎養子石閔就因蒲洪實力強大，諸子有才且接近京畿，勸石虎誅除蒲洪，但石虎不單沒聽從，對蒲洪的待遇反更為優厚。永和五年（349年）蒲洪遷車騎大將軍、開府儀同三司、都督雍、秦二州諸軍事、雍州刺史，進封為略陽郡公。
同年，石虎去世，石遵繼位，石閔再提出對付蒲洪的建議，石遵於是削去蒲洪都督一職。此舉觸怒了蒲洪，於是憤而向東晉投降。同時，因為當時後趙因諸子爭位內亂，原先被遷到關東的秦雍流民都西歸故土，經過枋頭時就以蒲洪為主，於是令蒲洪的部眾增至十多萬人，當時在首都鄴城的蒲洪子蒲健亦出奔枋頭。新登位的後趙皇帝石鑒為怕蒲洪以其力量威脅中央，於是以蒲洪都督關中諸軍事、征西大將軍、雍州牧、領秦州刺史，讓他率眾返回關中。不過，當時蒲洪其實已經有心稱帝得天下。次年，東晉朝廷以蒲洪歸降，以其為氐王、使持節、征北大將軍、都督河北諸軍事、冀州刺史、廣川郡公。
當時，有人勸蒲洪稱王，蒲洪於是以「艸付應王」的讖文而改姓「苻」，自稱大將軍、大單于、三秦王。早前，後趙將領麻秋自長安率眾返鄴，途中被苻洪派兵俘獲，以其為軍師將軍。麻秋及後勸苻洪先放棄中原，先取關中作為基地，然後才再圖中原。苻洪十分同意，但不久麻秋就在宴會中以毒酒毒殺苻洪，意圖併吞其部眾；苻健於是斬殺麻秋。中毒的苻洪在死前囑咐苻健在其死後要速速入關，享年六十六歲。

## 后事
苻健於永和七年（351年）即天王位，建立前秦，追諡苻洪為惠武皇帝，廟號太祖。

## 性格特徵
- 苻洪好施予，多有權略，驍武且擅長騎射。這些在其散家財詢問轉危為安之法、勸石虎遷氐羌至關東以圖中原等都可見。

## 家庭

### 弟
- 苻安，武都王，前秦大司馬。
- 苻侯，永安威公，太尉，守尚書令，359年討伐叛變的高離時去世。

### 子輩
- 苻健，苻洪三子，前秦景明帝，苻洪死後代領其眾，據有關中，建立前秦。
- 苻雄，苻洪四子，前秦丞相，東海王，善用兵，有謀略，有治術，深得苻健倚重。
- 苻定，苻安子。
- 苻鑒，苻安子。

### 孫輩
- 苻黃眉，或作苻眉，苻健兄子，封廣平王，衞大將軍，因謀殺苻生失敗被誅殺。
- 苻菁，苻健兄子，封平昌王，前秦太尉，苻健死前圖謀殺苻生奪位失敗，被殺。
- 苻重，苻健兄子，封北海公，曾於洛陽謀反失敗但獲赦，後以鎮北大將軍出鎮薊時響應苻洛叛變，被殺。
- 苻洛，苻健兄子，苻重弟，行唐公，征南大將軍，因不能以功勳入朝任官而叛苻堅自立但失敗，被流放涼州。
- 苻萇，苻健長子，前秦獻哀太子，因在追擊北伐的晉軍受傷而早死。
- 苻靚，苻健次子，平原王。
- 苻生，苻健三子，初封淮南王，前秦廢帝，生性暴戾好殺，被苻堅廢為越王，後殺害。
- 苻覿，苻健四子，長樂王。
- 苻方，苻健五子，高陽王，後封高陽公，撫軍將軍，384年被西燕軍所殺。
- 苻碩，苻健六子，北平王。
- 苻騰，苻健七子，淮陽王，後為公，364年謀反被誅殺。
- 苻柳，苻健八子，晉王，後封晉公，與苻雙、苻廋及苻武叛苻堅作亂，失敗被殺。
- 苻桐，苻健九子，汝南王。
- 苻廋，或作苻謏，苻健十子，魏王，後封魏公，與苻雙、苻柳及苻武叛苻堅作亂，失敗被殺。
- 苻武，苻健十一子，燕王，後封燕公。與苻雙、苻柳及苻廋叛苻堅作亂，失敗被殺。
- 苻幼，苻健十二子，趙王。後乘苻堅北巡襲擊長安，失敗被殺。
- 苻法，苻雄子，苻堅兄，清河王，後封東海公，前秦丞相，不久被賜死。
- 苻堅，苻雄子，襲東海王，後殺苻生為前秦天王。
- 苻融，苻雄子，苻堅弟，安樂王，後封陽平公。征南大將軍，淝水之戰時戰死。
- 苻雙，苻雄子，苻堅弟，河南公，後封趙公。與苻廋、苻柳及苻武叛苻堅作亂，失敗被殺。
- 苻忠，苻雄子，苻堅弟，河南公。

## 延伸阅读
[在维基数据编辑]
 《晉書·卷112》，出自房玄齡《晉書》